# L'Effet papillon (film, 1995)
Pour les articles homonymes, voir Butterfly et Effet papillon (homonymie).
Pour plus de détails, voir Fiche technique et Distribution.
L'Effet papillon (El efecto mariposa) est une comédie romantique franco-britannico-espagnole réalisée par Fernando Colomo, sortie en 1995.

## Synopsis
Luis a 20 ans. C'est un jeune homme très BCBG. Il vient à Londres en été pour suivre des cours.
Devant retourner à Madrid, sa mère le confie à une tante, Olivia, dont le jeune homme tombe amoureux.

## Distribution
- Coque Malla (V. F. : Thierry Wermuth) : Luis
- María Barranco : Olivia
- Penélope Cruz (apparition)

Source et légende : Version française (V. F.) sur RS Doublage